# Új vallási mozgalmak
Az új vallási mozgalmak a modern korban, elsősorban a 20–21. században világszerte, de főleg a nyugati világban, a Távol-Keleten és Afrikában kialakult ezernyi vallási mozgalmat (és esetenként a vallás szekuláris alternatíváit) jelölő általános kifejezés. De nincs egységes, elfogadott kritérium az „új vallási mozgalom” meghatározására. Időnként ide számítják már a 19. században létrejött mozgalmakat is. A fogalom nem feltétlen új vallási ébredésekre utal, hanem csak a modern korban létrejött vallások és részben vallásos nézetű csoportok összegző megnevezése.
A kutatók becslései alapján az új vallási közösségek száma világszerte több tízezerre tehető, és tagjaik többsége Ázsiában és Afrikában él. Néhány közösségnek több millió követője van.
Az „új vallási mozgalom” kifejezést Eileen Barker brit szociológus népszerűsítette. 
Tudományos kutatásuk az 1970-es években született meg.

## Áramlatok
Az új vallási mozgalmakat a következő főbb áramlatokba, megnyilvánulásokba sorolják:
- Antropozófia
- Ezoterikus
- Indigógyerekek
- Mazdaznán
- New Age
- Okkultizmus
- Rasztafariánus mozgalom
- Rózsakeresztesek
- Sátánizmus
- Újpogányság
- Új Gondolat mozgalom
- Új kinyilatkoztatáson alapuló csoportok
- UFO-vallások

## Taxonómia

A Nemzetközi Teozófiai Társulat emblémája – az egyik korai új vallási mozgalom (1875)

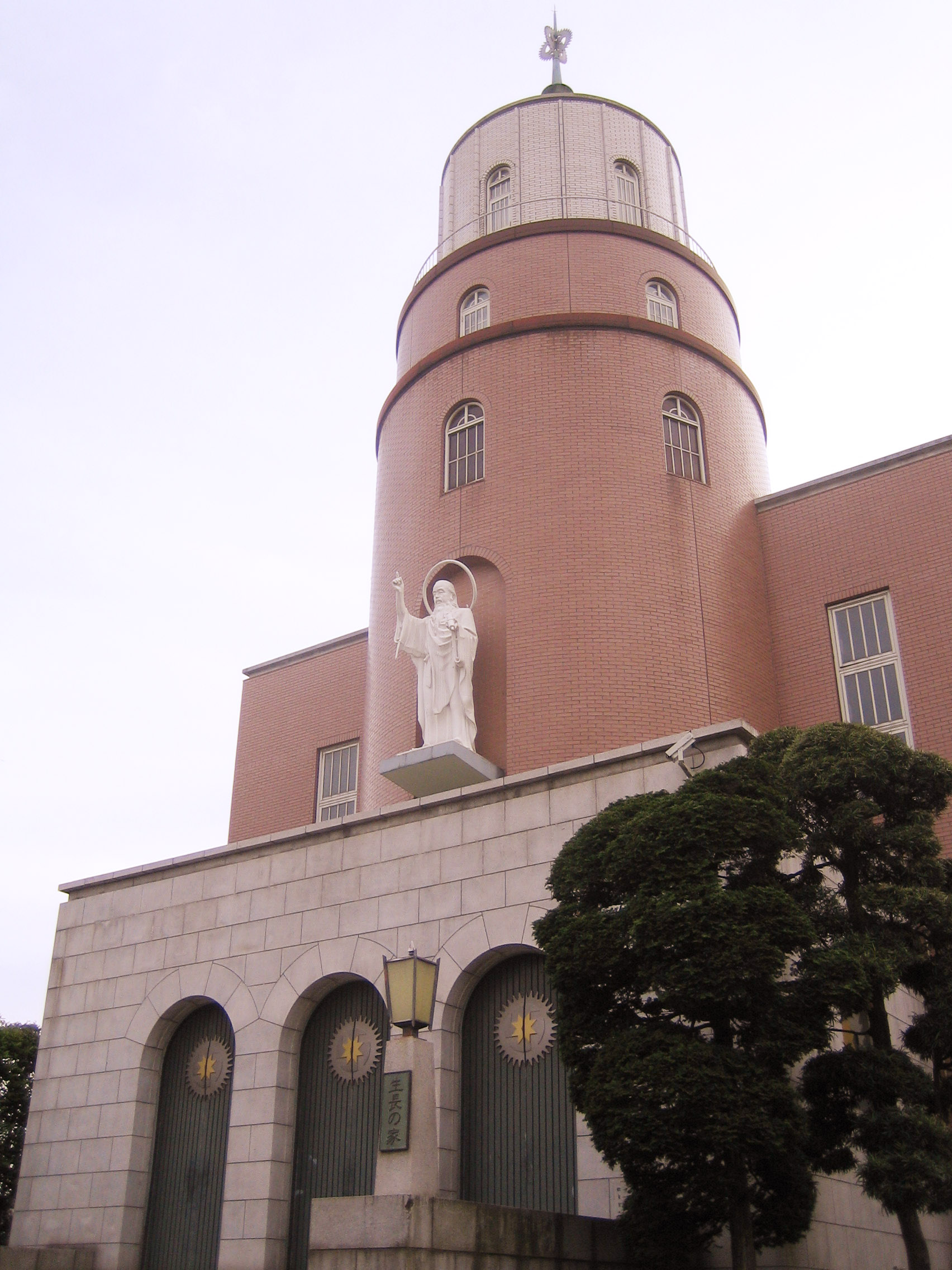
Egy japán, szinkretikus új vallási mozgalom, a Seichō no Ie (生長の家) szentélye Tokióban

A francia Jean Vernette, aki számos tanulmányt írt a témában, Szekták című könyvében (2003) a klasszikus leíró tipológia alapján a következő csoportokat adja:
- ébredési mozgalmak (pl. karizmatikusok-pünkösdisták)
- gyógyító csoportok (pl. Keresztény Tudomány)
- ezredévhívők (pl. Jehova Tanúi)
- szinkretista csoportok (pl. kaodaizmus, antropozófia)
- gnosztikusok (pl. szcientológia)
- keleti vallásúak (pl. Krisna-tudatúak)

Margaret Singer amerikai kutató, pszichológus a következő kategorizálást alkalmazza:
- új-vallásos csoportok
- a hinduizmusra és a keleti vallásokra épülő csoportok
- okkultista - sátánista, boszorkány csoportok
- a zenre, kínai–japán filozófiára és misztikára épülő csoportok
- az ufókra és űrlényekre alapozó csoportok
- pszichológiai és pszichoterápiás csoportok

Süle Ferenc pszichológus Valláspatológiája (1997) alapján:
- keresztény gyökerűek (pl. Jehova Tanúi, Hit Gyülekezete, adventisták, mormonok)
- hindu gyökerűek (pl. a jógairányzatok)
- buddhista gyökerűek (pl. Szóka Gakkai)
- iszlám gyökerűek (pl. bahái)
- teozófia, antropozófia
- sámánisztikus mozgalmak
- mágia központú mozgalmak (okkultisták, boszorkányok, sátánisták)
- világi, szekuláris, tudományosságra hivatkozó „vallási” mozgalmak

## Jellemzők
Az új vallások követőinek száma sok millióra tehető. Az új keresztény felekezeteken kívül jelentős részük szinkretista, amelyek szertartásaira és tartalmára kisebb-nagyobb mértékben hatással voltak a keresztény, buddhista és hindu spirituális technikák és gondolkodásformák. Nem egy iszlám és zsidó kötődésű új vallás is létezik, és számtalan ezoterikus, metafizikai és újpogány mozgalommal találkozhatunk.

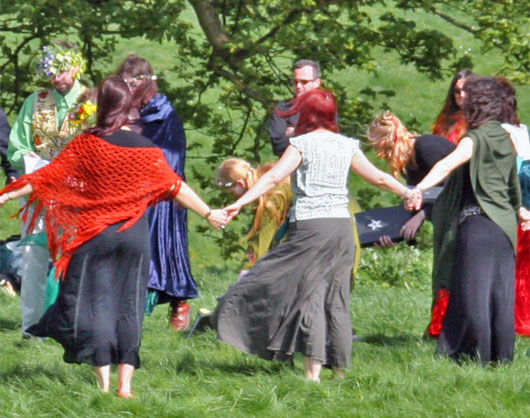
Újpogány (wicca) rituálé

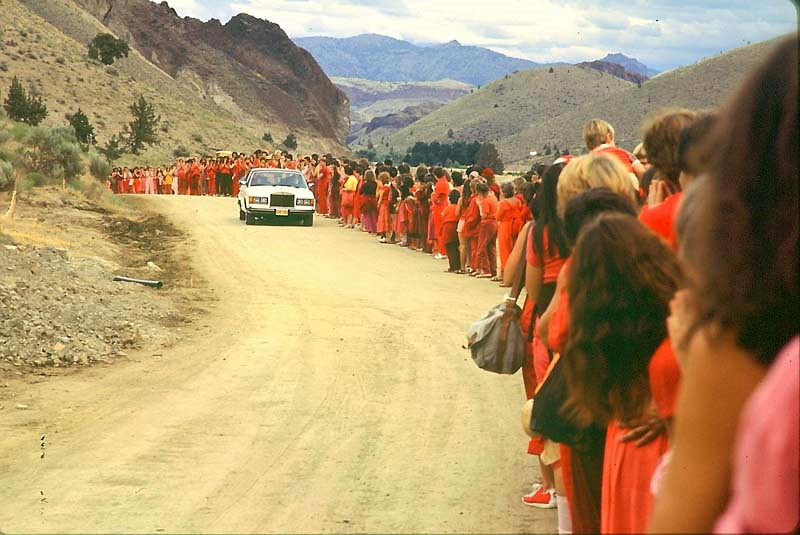
A Bhagwan-mozgalom hívei vezetőjüket, Bhagwant (Osho) várják (1982)

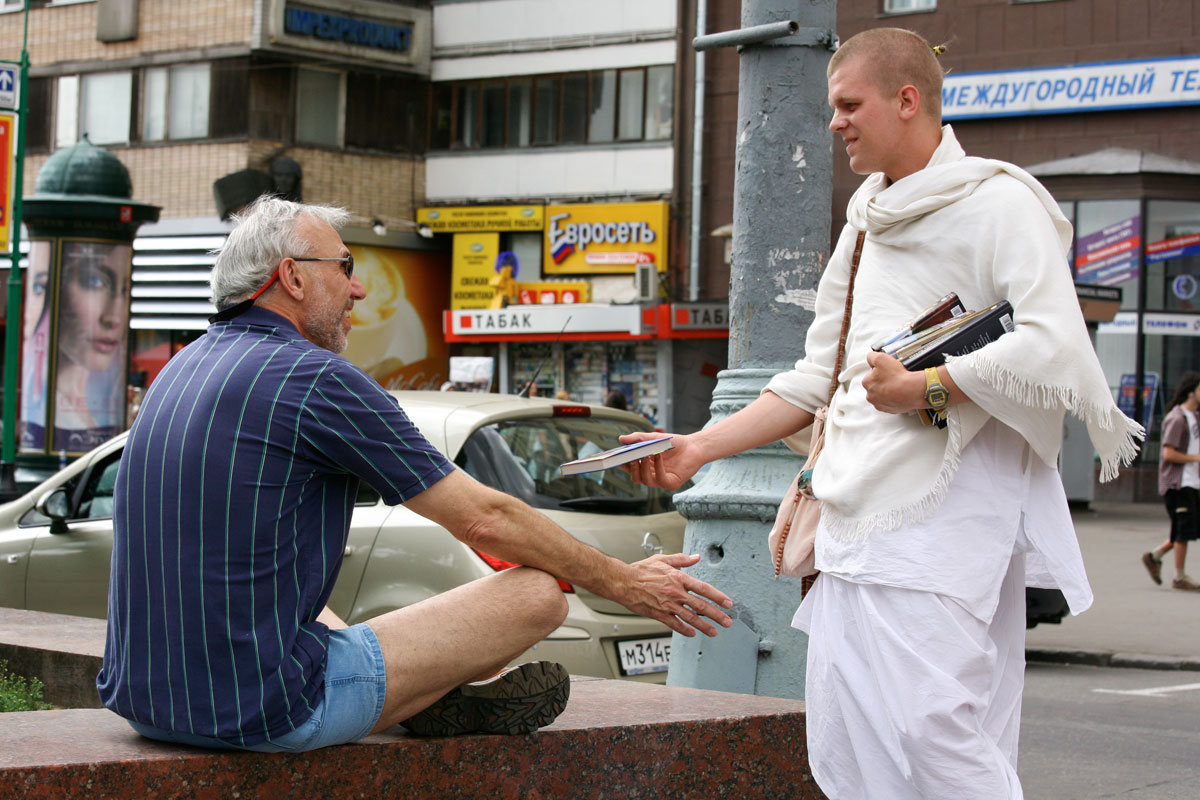
Egy Krisna-tudatú hívő (jobbról) Moszkvában

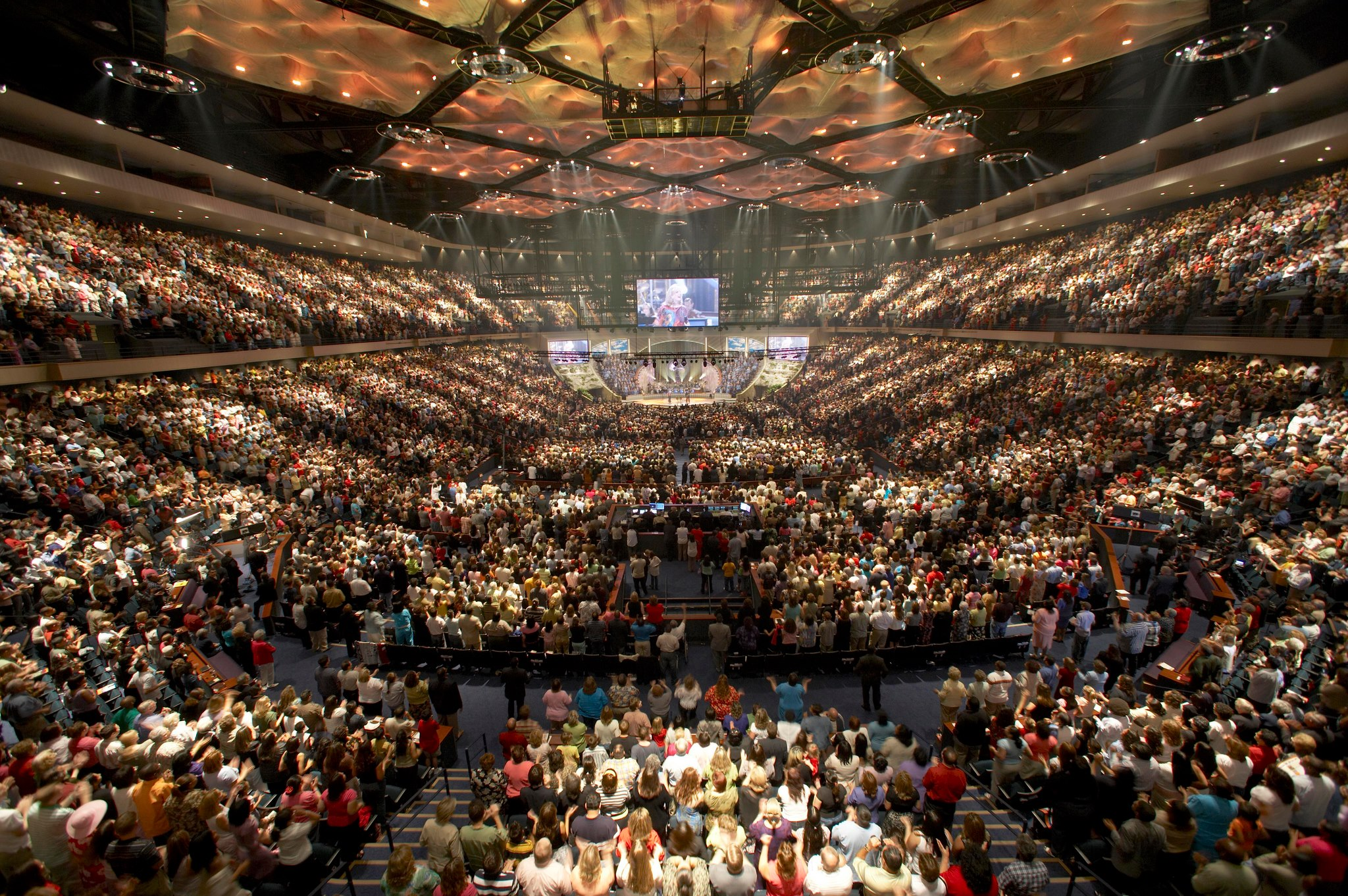
Karizmatikus keresztény közösség összejövetele az USA-ban

A 19. századi gyökerű mozgalmak közül széles körű népszerűségre tett szert az iráni eredetű bahái hit, továbbá a mormonok, a Jehova tanúi és az adventisták. A 20. századi születésűekből kiemelhető a pünkösdi-karizmatikus mozgalom, a szcientológia, a Krisna-tudatúak és az Afrikai Intézményesült Egyházak.
Indiában a vallás annyiféle formát vehet fel, hogy egy elismert vallás kiegészítése sokkal ritkább, mint annak új, jelenkori formába öntése. Erre példa a Krisna tudatú Hívők Nemzetközi Közössége (ISKCON), melynek célja az állandó Krisna-tudat kifejlesztése, úgy munka, mint játék közben. 
Ezzel ellentétben a transzcendentális meditáció alapítója (Maharisi Mahes jógi) eklektikusabb indiai hagyományokat vett alapul ahhoz, hogy célját elérje. Ez a cél az állítólag elhanyagolt természeti törvények felélesztése és a kreatív intelligencia tudományának megteremtése, főleg a mantrák ismételgetésének speciális módszerével.
Latin-Amerikában, Afrikában és olyan területeken, ahol „bennszülött” népesség él, olyan új szerveződésű kultikus formákat figyelhetünk meg, amelyek a helyi hagyományok bizonyos elemeire támaszkodnak. Ezekre az új vallásokra a sokszínű kultikus szertartási formákon és az érzelmi eksztázisra való hajlamon kívül jellemző az erőteljes univerzalizálódás.
A pogányságot és a Wiccát gyakran emlegetik a New Age részeként, bár fontos különbséget tenni, különösen a Wicca esetében. A New Age olyan címke, amelyet több 20. század végi szokásra és mozgalomra is ráragasztanak. 1996-ban Paul Heelas filozófus a nagyszámú és egymástól sokban eltérő New Age-mozgalmak négy általános jellemzőjét azonosította: „az életed nem működik”, „légy a magad ura”, „engedd el” és „száműzött istenek és istennők vagytok”.
A mozgalmakat nehéz osztályozni, az egyik legsikeresebb felosztás R. Wallis nevéhez fűződik, aki 1984-ben három csoportot állított fel: világigenlőt, világmegtagadót és világelfogadót. Aszerint is lehet csoportosítani őket, hogy miként viszonyulnak a már elismert vallásokhoz: van, amelyik egy már fennálló vallást egészít, vagy teljesít ki; van, amelyik egy elismert vallás helyét veszi át, és akad olyan, amely esetleg új kinyilatkoztatással együtt, egy új (esetleg az egyetlen igazi) vallásnak tekinti magát.
A bahái valláshoz vezető út az elismert vallást kiegészítő vagy beteljesítő új vallásokra korai példa. Átmenet a judaizmusból a kereszténységbe és végül az iszlámba. A világelfogadó vallások egyike. A muzulmánok üldözik, mert ellentmond hitüknek, azaz hogy Mohamed és a Korán volt a végső kijelentés.
Más példa a szcientológia, amely Hubbard The Modern Science of Mental Health (Dianetika: A szellemi egészség modern tudománya) című művén alapszik, melynek célja a dianetika tudományának és gyakorlatának megismertetése. A dianetika elsősorban a „reaktív elmével” foglalkozik, melynek forrása a tudatalatti, a Szcientológia Egyház központi témája pedig a Thetán (lélek, szellemi lény).
Az elismert vallások helyettesítésére példa az Egyesítő Egyház. Ez az 1954-ben alapított mozgalom az összes keresztény egyház egyesítésére törekszik, mint ahogy az a nevéből is kiderül: A Szentlélek Társasága a Világ Kereszténységének Egyesítéséért. Valójában sokkal inkább a többi felekezet helyének átvételére törekszik.
Más mozgalmak új (vagy újonnan felfedezett) kinyilatkoztatás alapján merőben más vallást hirdetnek. A mormon vallás – melynek legnagyobb felekezete, Az Utolsó Napi Szentek Jézus Krisztus Egyháza – alapítója, Joseph Smith azt állította, hogy a moroni angyal felfedte előtte azoknak a tábláknak a rejtekhelyét, amelyekre Isten szava volt felírva. A mormonok szerint az ő egyházuk az igazi, Jézus által alapított egyház és bár számos hittételük nem különbözik a többi keresztény felekezet hittételétől, legalább kettő világossá teszi, hogy a mormon vallás a kereszténység többi formájának alternatíváját kínálja.
A világmegtagadó vallások legdrámaibb példái azok, amelyek követőiket a halálba küldik, vagy pedig öngyilkosságot vagy mások meggyilkolását követelik tőlük. Nagy nyilvánosság kísérte a guyanai Népek Temploma egyház létezésének véget vető tömeges öngyilkosságot 1978-ban (lásd: Jim Jones), vagy az adventizmus mozgalmából kiszakadt David Koresh alapította dávidisták szektájának wacói (Texas) központja ellen intézett FBI-támadást 1993-ban (lásd: wacói ostrom), vagy a Naptemplom Rendje tagjainak  öngyilkosságát a 90-es években, vagy az Aum Sinrikjó szekta tagjai által a tokiói metró elleni gáztámadást 1995-ben (lásd tokiói gáztámadás).
Az utóbbi időben jelentősen megerősödtek a világelfogadó mozgalmak, többek között az olyan metafizikai mozgalmak, mint a Spirituális Határok Társasága, az olyan „én-központú” vallások vagy részben vallásos mozgalmak, mint az Exegesis és a Silva-féle agykontroll, az afrikai és japán új vallások, mint például az Aladura-egyházak és a Szóka Gakkai. A világelfogadó mozgalmak (vagy én-központú, illetve pszichovallások) a teljes önmegvalósítás eszközeit rendelkezésre bocsátva igyekeznek átformálni az egyént, tudatosítva bennük, hogy isteni természetű a valódi én, és a vallási keresés végső célja nem az, hogy az ember megismerje Istent, hanem hogy Istenné legyen.
A világhoz alkalmazkodó mozgalmak (a kialakuló keresztény házi egyházak, a különféle megújulási csoportok) a személyes szentséget és az elismert vallások életteliségének fokozását helyezik a középpontba.

## Lista
Nemzetközileg és Magyarországon ismertebb egyházak, mozgalmak, közösségek:
| név                                                        | alapító(k)                           | létrejöttének ideje | típus, eredet                              | Magyarországi létszám ezer főben (2010-es évek) | Világszéles létszám millió főben (2010-es évek) |
| ---------------------------------------------------------- | ------------------------------------ | ------------------- | ------------------------------------------ | ----------------------------------------------- | ----------------------------------------------- |
| Candomblé                                                  |                                      | 19. század          | szinkretizmus                              |                                                 |                                                 |
| Az Utolsó Napi Szentek Jézus Krisztus Egyháza              | Joseph Smith                         | 1830                | resztoránizmus,mormonizmus                 |                                                 | 16 M                                            |
| Krisztus Egyházai                                          | B. W. Stone, T. Campbell             | 1832                | presbiterianizmus, restaurációs mozgalom   |                                                 | 3 M                                             |
| Bábizmus                                                   | Báb                                  | 1844                | iszlám                                     |                                                 |                                                 |
| Krisztadelfiánusok                                         | John Thomas                          | 1844                | baptizmus                                  |                                                 | 0,05 M                                          |
| Spiritizmus                                                | Fox-nővérek                          | 1848                | médiumizmus, metafizika                    |                                                 |                                                 |
| Konkókjó                                                   | Bundzsiro Kawate                     | 1859                | sintoizmus                                 |                                                 |                                                 |
| Hetednapi Adventista Egyház                                | James és Ellen White, Joseph Bates   | 1863                | resztoránizmus, adventizmus                | 6 e                                             | 20 M                                            |
| Bahái                                                      | Baháalláh                            | 1863                | ábrahámi vallások szinkretizmusa           |                                                 | 5-7 M                                           |
| Új Apostoli Egyház                                         | Heinrich Geyer                       | 1863                | resztoránizmus                             |                                                 | 9 M                                             |
| Üdvhadsereg                                                | William Booth                        | 1865                | metodizmus                                 | ?                                               | 1,1 M                                           |
| Jehova tanúi                                               | Charles Taze Russell                 | 1870                | adventizmus, Bibliakutató mozgalom         | 22-32 e                                         | 8 M                                             |
| Árja Szamádzs                                              | Dajánanda Szaraszvatí                | 1875                | hinduizmus                                 |                                                 |                                                 |
| Keresztény Tudomány                                        | Mary Baker Eddy                      | 1876                | metafizikai, Új Gondolat mozgalom          | ?                                               | 0,1 M                                           |
| Konzervatív judaizmus                                      | S. Morais, M. Jastrow, H. P. Mendes  | 1887                | zsidó vallás                               |                                                 |                                                 |
| Ahmadijja Muszlimok                                        | Mirza Ghulam Ahmad                   | 1889                | iszlám                                     |                                                 | 15-20 M                                         |
| kargó-kultuszok                                            |                                      | a 19. sz. végétől   | szinkretizmus                              |                                                 |                                                 |
| Védánta Társaság                                           | Szvámi Vivékánanda                   | 1894-96             | hinduizmus                                 |                                                 |                                                 |
| Mazdaznán                                                  | Otoman Zar-Adusht Ha’nish            | 1902                | zoroasztrizmus, szinkretizmus              |                                                 |                                                 |
| Thelema                                                    | Aleister Crowley                     | 1900-as évek        | okkultizmus                                |                                                 |                                                 |
| Pünkösdi-karizmatikus mozgalom                             |                                      | 1900-as évek        |                                            |                                                 |                                                 |
| Antropozófia (Antropozófiai Társaság)                      | Rudolf Steiner                       | 1912                | nyugati ezoterika                          |                                                 |                                                 |
| Isten gyülekezetei                                         | egyesülés                            | 1914                | pünkösdi-karizmatikus                      |                                                 | 65-70 M                                         |
| Iglesia ni Cristo                                          | Felix Manalo                         | 1914                | resztoránizmus                             |                                                 | 3 M                                             |
| Apostoli Egyház                                            | Daniel Powell Williams               | 1916                | pünkösdi-karizmatikus                      | 2000                                            | 15 M [forrás?]                                  |
| Aladura                                                    | több személy                         | 1918–tól            | pünkösdi-karizmatikus                      |                                                 |                                                 |
| Umbanda                                                    | Zélio Fernandino de Moraes           | 1920                | spiritizmus, afroamerikai                  |                                                 |                                                 |
| Isteni Fény Misszió (Elan Vital)                           | Hans Ji Maharaj                      | 1920-as évek        |                                            |                                                 |                                                 |
| Kimbangizmus                                               | Simon Kimbangu                       | 1921                | afrikai kereszténység                      |                                                 |                                                 |
| Reiki                                                      | Uszui Mikao                          | 1922                | japán buddhizmus, energiagyógyászat        |                                                 |                                                 |
| Vallástudomány                                             | Ernest Holmes                        | 1926-27             | Új Gondolat                                |                                                 |                                                 |
| Opus Dei                                                   | Josemaría Escrivá de Balaguer        | 1928                | katolicizmus                               |                                                 |                                                 |
| Iszlám Nemzet                                              | Wallace F. Muhammad                  | 1930-as évek        | fekete nacionalista iszlám                 |                                                 |                                                 |
| Önmegvalósítás Közössége                                   | Paramahansza Jógánanda               | 1935                | hinduizmus                                 |                                                 |                                                 |
| Rasztafariánus mozgalom                                    | Howell, Hibbert, Dunkley, Hinds      | 1935                | zsidó vallás                               |                                                 | 0,6 M                                           |
| utolsó eső mozgalom                                        | George Hawtin, Percy Hunt            | 20. sz. közepe      | pünkösdi                                   |                                                 |                                                 |
| Wicca                                                      | Gerald Gardner                       | 1949                | újpogányság, boszorkányság                 |                                                 | 0,5 M (?)                                       |
| Önállóság Hármas Elvét Követő Protestáns Hazafias Mozgalom | kínai vallási államigazgatás         | 1951                | protestantizmus                            |                                                 | 23 M                                            |
| Karizmatikus mozgalom                                      |                                      | 1950-es évek        |                                            |                                                 |                                                 |
| Transzcendentális meditáció                                | Maharisi Mahes jógi                  | 1950-es évek        | hinduizmus                                 |                                                 |                                                 |
| Egyesítő Egyház                                            | Mun Szonmjong                        | 1954                |                                            |                                                 |                                                 |
| Népek Temploma                                             | Jim Jones                            | 1955                | protestantizmus, New Age                   |                                                 |                                                 |
| Szcientológia                                              | L. Ron Hubbard                       | 1955                | New Age                                    |                                                 | 0,1-0,7 M                                       |
| Calvary Chapel                                             | Chuck Smith                          | 1965                | evangelikalizmus, karizmatikus mozgalom    |                                                 |                                                 |
| Sátán Egyháza                                              | Anton Szandor LaVey                  | 1966                | sátánizmus                                 |                                                 |                                                 |
| Radzsnís (Rajneesh)-mozgalom (Bhagwan-követők)             | Radzsnís Csandra Mohan Dzsain (Osho) | 1966                | hinduizmus                                 |                                                 |                                                 |
| Jézus-mozgalom                                             |                                      | 1960-as évek        |                                            |                                                 |                                                 |
| A család (Isten gyermekei)                                 | David Berg                           | 1968                | Jézus-mozgalom, fundamentalista keresztény |                                                 |                                                 |
| Krisna-tudat (ISKCON)                                      | A. C. Bhaktivedánta Sz. P.           | 1966                | hinduizmus                                 |                                                 |                                                 |
| Faraferia                                                  | Frederick Adams                      | 1967                | újpogányság                                |                                                 |                                                 |
| 3HO (Healthy, Happy, Holy Organization)                    | Harbhajan Singh Khalsa               | 1969                | szikhizmus, kundalini-jóga                 |                                                 |                                                 |
| Jógatudomány és Filozófia Himalájai Nemz. Int.             | Szvámi Ráma                          | 1969-1971           | hinduizmus                                 |                                                 |                                                 |
| Kongói Krisztus Egyháza (Église du Christ au Congo)        |                                      | 1970                | protestantizmus                            |                                                 | 25 M                                            |
| New Age                                                    |                                      | 1970-es évek        |                                            |                                                 |                                                 |
| Ásatrú                                                     | Stephen McNallen                     | 1970-es évek        | újpogányság                                |                                                 |                                                 |
| Raëlizmus                                                  | Claude Vorilhon                      | 1974                | UFO-vallás                                 |                                                 | 0,08 M                                          |
| Nemzetközi Szóka Gakkai                                    | Daisaku Ikeda                        | 1975                | buddhizmus                                 |                                                 | 12 M                                            |
| Új Kadampa Hagyomány                                       | Kelszang Gyaco                       | 1975 körül          | buddhizmus                                 |                                                 |                                                 |
| Hit Gyülekezete                                            | Németh Sándor                        | 1979                | pünkösdi-karizmatikus mozgalom             | 18-35 e                                         | -                                               |
| Falun kung                                                 | Li Hung-csi                          | 1992                | csikung mozgalom                           |                                                 |                                                 |
| Santa Muerte-kultusz                                       | –                                    | 2000-es évek        | szinkretikus népi katolikus                |                                                 |                                                 |
| Sátáni Templom                                             | Lucien Greaves, Malcolm Jarry        | 2012                | sátánizmus                                 |                                                 |                                                 |

## Összehasonlítás
Néhány, a modern korban (19–20. században) keletkezett mozgalom összehasonlítása:
|                          | Hívek száma világszerte (kb.)                       | Eredet | Istenkép | Az élet célja, értelme | Túlvilág | Rituálék és gyakorlatok | Szentírás, szent szövegek                                                                                          |
| ------------------------ | --------------------------------------------------- | --- | --- | --- | --- | --- | --- |
| Aladura                  | Min. 1 millió                                       | Különféle próféta-gyógyító gyülekezetek 1918 körül jelentkeztek Nyugat-Afrikában.                                                                         | Általában monoteista; anglikán, pünkösdi és hagyományos afrikai hiedelmek keveréke.                                                                     | Erős hangsúly a gyógyuláson és a keresztény üdvösségen. | Nincs hangsúlyozva; a nézetek eltérőek. | A lelki (spirituális) gyógyítás központi helyen áll. Anglikán és afrikai rituálék keveréke. Prófétaként egy személy kiemelkedő szerepet játszik. | |
| Ásatrú                   | ismeretlen                                          | A skandináv és germán pogányság újjáéledése, az 1970-es évek Skandináviája és az USA.                                                                     | Politeista, skandináv istenek és istennők, skandináv teremtésmítoszok.                                                                                  | A megváltást nem hangsúlyozzák. Fatalista szemlélet. | Valhalla (mennyország); Hel (békés hely) a legtöbb ember számára; Hifhel (pokol) a nagyon gonosznak.                                                                   | Étel- vagy italáldozás az isteneknek, sámánizmus (ritkábban), a napforduló ünnepeinek megünneplése. Kilenc nemes erény erkölcsi kódex. | Eddák; a Hávamál (Odinnak tulajdonított mondások)                                                                  |
| Bahá’i                   | 5–7 millió                                          | Bahá’a’lláh alapította 1863-ban Iránban | Egy Isten, aki fokozatosan kinyilatkoztatta magát a nagy világvallások révén.                                                                           | A lélek örök és lényegében jó. Az élet célja a lelki fejlődés és Istenhez való közeledés. | A lélek elválik a testtől, és elindul Isten felé vagy távolodik el tőle. A menny és a pokol.                                                                           | Napi ima, a szentírásolvasás, kemény munka, oktatás, munka a társadalmi igazságosságért és egyenlőségért. | Bahá'a'lláh és más bahá'í vezetők írásai.                                                                          |
| Egyesítő Egyház          | több mint 1 millió (hiv. források szerint 3 millió) | Mun Szonmjong alapította 1954-ben, Dél-Koreában. | Az egyistenhit, Isten kettősségének (férfi és női) hangsúlyozásával. Nincs Szentháromság.                                                               | Igaz szeretet és béke az önző szeretet helyett. Az igazi szeretet az „igazi családok” létrehozásával helyreáll. | Örök élet egy szellemvilágban. | Áldási szertartás | The Divine Principle (Az isteni alapelv, 1954), Moon tiszteletes.                                                  |
| kaodaizmus               | 4–6 millió                                          | 1926-ban Vietnámban alapította Ngo Van Chieu és mások egy szeánsz alapján.                                                                                | Istent nem szabad megszemélyesíteni, őt egy szem jelképezi.                                                                                             | A cél a béke és a harmónia minden emberben és a világban. Üdvösség azáltal, hogy „műveljük önmagunkat és megtaláljuk Istent önmagában”. | reinkarnáció a nirvánáig/mennyországig | A római katolicizmushoz hasonló hierarchia. Napi ima, elmélkedés, továbbá kommunikáció a szellemvilággal. | kaodaista kánon |
| Keresztény Tudomány      | 400 ezer                                            | Mary Baker Eddy alapította 1879-ben, Massachusetts államban.                                                                                              | Egy isten, nincs szentháromság. Anyag és gonosz nem létezik.                                                                                            | „Az életet, az igazságot és a szeretetet mindenek felett állónak értették; a bűn, a betegség és a halál elpusztult.” | A mennyország „nem egy hely, hanem az elme isteni állapota, amelyben az Elme minden megnyilvánulása harmonikus és halhatatlan”.                                        | Nincs felszentelt papság. A teljes idejű gyógyító szolgálatban részt vevő tagokat a keresztény tudomány művelőinek nevezik. Lelki gyógyulás imán és tudáson keresztül, istentisztelet. A hívek a vasárnapi istentiszteletet a Biblia olvasmányai és Mary Baker Eddy Tudomány és Egészség a Szentírás kulcsával című műve alapján vezetik.                                                            | Keresztény Biblia, Tudomány és Egészség a Szentírás kulcsával                                                      |
| Fálun kung               | 7–20 millió                                         | Li mester alapította 1992-ben Kínában | Számtalan isten és szellemi lény. | Jó egészség és spirituális transzcendencia. | | A meditációs technikák és a jó egészség és a lelki béke elérése érdekében végzett fizikai gyakorlatok alkalmazásából áll. A követői úgy vélik, hogy a fálun felébreszthető a Xiu Lian („Művelés és gyakorlás”) gyakorlatokkal. Ez eloszlatja a betegségeket okozó karmát, és így gyógyíthatja és megelőzheti a betegségeket. Az őszinteség, a jóindulat és a tolerancia ápolása. A húsevés kerülése. | Zhuan Fálun és Li Mester más írásai                                                                                |
| hare Krishna-mozgalom    | 250 ezer – 1 millió                                 | Bhaktivedánta Szvámi Prabhupáda, 1966, USA. A 15. századi hindu mozgalomban gyökerezik.                                                                   | Krisna a Legfelsőbb Isten. | Az üdvösség ebből a Káli-korszakból az Istenhez való visszatérés révén valósul meg, amely a Krisna-tudatosságon érhető el. | Reinkarnáció, mígnem az egyén egyesül az Istenséggel. | dzsapa, tánc, a Krsna-tudat terjesztése, vegetarianizmus, templomi istentisztelet, önmegtartótató életmód | A Bhagavad-Gita úgy, ahogy van                                                                                     |
| Jehova tanúi             | 8,8 millió                                          | Charles Taze Russell (1852-1916) alapította 1879-ben, Pittsburgh                                                                                          | egy Isten: Jehova | A megváltás a Krisztusba vetett hiten és Jehova törvényeinek való engedelmességen keresztül valósul meg. Hamarosan itt a világvége. | Mennyország 144 ezer kiválasztott Tanú számára, örökkévalóság az új földön a többi Tanú számára.                                                                       | A vérátömlesztés, a katonai szolgálat, a keresztek vagy vallási képek használatának elutasítása. Istentisztelet a Királyság-teremben; nagy hangsúlyt fektetnek az evangelizációra. | A Szentírás új világ fordítása                                                                                     |
| Hetednapi adventisták    | 22,5 millió                                         | A millerita mozgalomban és az adventizmusban gyökerezik; 1863-ban alapították Amerikában. Korai vezetők: Hiram Edson, Joseph Bates, James és Ellen White. | Szentháromság | Élj a Biblia szerint, beleértve az Ószövetséget is. A második eljövetel hamarosan megtörténik. | „Alvás” a halál után Krisztus eljöveteléig, majd feltámadás az ítéletre, majd az örökkévalóság a mennyben vagy a nem-létezés a pokolban.                               | 24 órás szombatünneplés; felnőtt keresztelés alámerítéssel; prédikációt hangsúlyozó gyülekezeti istentiszteletek | Keresztény Biblia; Ellen G. White írásai hasznos kiegészítésként                                                   |
| New Age (Új kor)         | 5 millió                                            | az 1970-es években, az USA-ban keletkezett, de az előzményeit egyesek Helena Blavatskyhoz és Annie Besanthoz kötik.                                       | Az Isteni egy személytelen életerő, amely mindent áthat                                                                                                 | A felfokozott tudatosság és a nemzetközi béke új korszakának hajnala. Az egyének a spirituális átalakulás („Felemelkedés”) révén kaphatnak ízelítőt a New Age-ből. Most az utóbbira van nagyobb hangsúly. A gonoszság a tudatlanságból fakad.           | Reinkarnáció | Asztrológia; miszticizmus; kristályok használata; jóga; tarot olvasmányok; holisztikus gyógyászat; pszichés képességek; angyali kommunikáció; csatornázás; amulettek; jóslás | Különféle New Age írók művei                                                                                       |
| Új Gondolat              | 160 ezer                                            | Phineas P. Quimby (1802–66) és mások a 19. század végén, az USA-ban.                                                                                      | Általában a monizmus (minden Egy), de a követők lehetnek teisták, panteisták vagy panenteisták is. Isten immanens; az univerzum alapvetően spirituális. | Az ember isteni, lényegében szellem, és végtelen lehetősége van. Az elme képes irányítani a testet. A helytelen gondolkodás okozza a bűnt és a betegséget. Az ember Istennel egységben élhet szeretetben, igazságban, békében, egészségben és jólétben. | „Az élet az örökkévaló Isten láthatatlan országában.” | Hangsúly a spirituális és mentális gyógyuláson, de a modern orvoslás elutasítása nélkül. Istentiszteleti szolgáltatások; ima a betegekért; az Új Gondolat szerzőiről és ötleteiről szóló beszélgetés. | Quimby írásai és más New Thought szerzők                                                                           |
| Rasztafarizmus           | 1 millió                                            | Marcus Garvey alapította Jamaica nyomornegyedeiben az 1920-as és 30-as években                                                                            | Isten Jah („dzsá”), aki megtestesült Jézusban (aki fekete volt); Hailé Szelasszié etióp császár Messiás volt.                                           | Az emberek Jah templomai. Az üdvösség elsősorban ebben a világban van, és az elnyomás alóli megszabadulásból és Afrikába való visszatérésből áll. | Néhány raszta megtapasztalja az „örökéletet” (fizikai halhatatlanságot). A mennyország visszatérés az Édenbe, amely Afrikában van.                                     | Sok gyakorlat a zsidó bibliai törvényen alapul. Tartózkodás a legtöbb vagy az összes hústól, mesterséges élelmiszerektől és alkoholtól. A marihuána használata vallási szertartásokban és gyógyászati célokra. Sok rasztafári raszta frizurában hordja a haját, ami szimbolikával rendelkező gyakorlat.                                                                                              | Holy Piby (a "Fekete ember bibliája"). A Kebra Negast etióp eposzt is tisztelték.                                  |
| Szcientológia            | több százezer vagy több millió, forrástól függően   | L. Ron Hubbard alapította 1954-ben, Kaliforniában | Istenkép nincs megadva; a Nyolc dinamikában kifejtett valóság                                                                                           | Az ember testből, elméből és thetánból áll; nagy dolgokra képes. | Reinkarnáció | Auditálás, előrehaladás különböző szinteken a "tisztulásig". Fókuszban az oktatás. | Hubbard írásai, mint például a Dianetika és a Szcientológia                                                        |
| Unitárius univerzalizmus | kb. 800 ezer                                        | Az unitáriusok és az univerzalisták hivatalos egyesülése 1961-ben, USA.                                                                                   | Nincsenek meghatározott hiedelmei, ez a meghatározó jellemzője. Elutasít mindenféle rögzített hitvallást, megfogalmazott hitrendszert.                  | Az üdvösség „lelki egészség vagy teljesség”. A tagok "belső és külső békére", belátásra, egészségre, együttérzésre és erőre törekszenek. | Nem meghatározott. Van, aki hisz a túlvilágon, van, aki nem. Nagyon kevesen hisznek a pokolban – az „univerzalizmus” azt a hitet jelzi, hogy mindenki meg lesz mentve. | Házasságok, temetések stb. szertartásai. Az istentiszteletek különféle vallásokból származnak. Hangsúly a társadalmi igazságosságra, az egyenlőségre és a környezetvédelemre. A legtöbb UU követő a halálbüntetés és a melegpárti jogok ellenese. | Sok szentírást tisztelnek a különböző tagok; néhányan azonban egyet sem. A Biblia a leggyakrabban használt szöveg. |
| Wicca                    | 1–3 millió                                          | Ősi pogány hiedelmek alapján, de az 1900-as évek elején alapított modern forma. Alapítójának gyakran Gerald Gardnert tekintik.                            | A politeizmus, amelynek középpontjában az istennő és az isten áll; egyben a Legfelsőbb Lénybe vetett hit mindenek felett                                | "Ha senkinek sem árt, tegyél, amit akarsz." | reinkarnáció | Imádság, körvetés, varázslatok, tánc, éneklés, sütemény és bor vagy sör megosztása | Nincs szent szöveg; az alapszövegek közé tartozik A boszorkányok istene                                            |

## Fordítás
- Ez a szócikk részben vagy egészben  a   List of new religious movements című angol Wikipédia-szócikk fordításán alapul.  Az eredeti cikk szerkesztőit annak laptörténete sorolja fel. Ez a jelzés csupán a megfogalmazás eredetét és a szerzői jogokat jelzi, nem szolgál a cikkben szereplő információk forrásmegjelöléseként.